# مجموعة الصين بولي
شركة مجموعة الصين بولي (بالصينية: 中国保利集团公司) هي مجموعة شركات صينية مملوكة للدولة، وهي واحدة من أصل 102 شرك المملوكة للدولة تحت إشراف لجنة مراقبة وإدارة الأصول المملوكة للدولة التابعة لمجلس الدولة الصينية.
تعمل بشكل أساسي في قطاعين هما تمثيل الصناعة الدفاعية الصينية في المبيعات الدولية ودار المزادات الفنية، وهي ثالث أكبر دار مزادات فنية في العالم (خلف سوذبيز وكريستيز).

## روابط خارجية
- الموقع الرسمي